# Sprachlicher Separatismus
Sprachlicher Separatismus bezeichnet eine Sprachpolitik mit dem Ziel, Sprachvarietäten eines de facto bestehenden, einheitlichen Sprachraumes künstlich aufzuspalten und sie fortan als Einzelsprachen zu deklarieren. Die zu diesem Zweck geschaffenen Neologismen werden beispielsweise in Wörterbüchern für verbindlich erklärt, oder es werden Filme untertitelt, obwohl der Originalton von Sprechern der anderen Varietät nach wie vor problemlos verstanden wird.
Sprachlicher Separatismus bedeutet nicht Pflege der Eigenständigkeit von Dialekten, z. B. durch Mundartdichtung, wie sie von den Sprechern selbst oder Liebhabern eines Dialektes betrieben wird. Gemeint ist vielmehr die unpragmatische, abseits politisch-ideologischer Motivation grundlose Leugnung der Tatsache eines einheitlichen Sprachraumes.  
Historisch etablierte Standardvarietäten, wie Bundesdeutsch, Österreichisches Deutsch und Schweizer Hochdeutsch, oder Britisches Englisch und Amerikanisches Englisch sind nicht das Ergebnis von sprachlichem Separatismus, ebenso wenig die Beziehung von Tschechisch und Slowakisch.

## Beispiele
Die neuesten Beispiele für sprachlichen Separatismus wären die Aufsplitterung des Serbokroatischen in Serbisch, Montenegrinisch, Bosnisch und Kroatisch.
Die Moldauische Sprache ist keine geschriebene Form des Moldauischen Dialektes der rumänischen Sprache, sondern eine aus politischen Gründen umbenannte rumänische Sprache und folglich mit dieser identisch. 
Mit dem Phänomen des sprachlichen Separatismus geht der so genannte sprachliche Nationalismus einher. Dieser Terminus bezeichnet die Bestrebungen einer sprachlichen Gemeinschaft, die Sprache eines anderen (in der Regel verhältnismäßig kleineren) Volkes, die mit der eigenen mehr oder weniger verwandt ist, als Dialekt oder Varietät zu definieren. Im historischen Kontext lassen sich solche Tendenzen in antiken Griechenland gegenüber dem antiken Makedonien, früher in Italien gegenüber der ladinischen und friaulischen Bevölkerung oder in Russland gegenüber seinen westlichen Nachbarn Ukraine und vor allem Belarus beobachten (früher war Russisch sogar Oberbegriff für alle ostslawischen Idiome, aufgefasst als pluriareale Sprache mit fünf Varietäten).